# Курочкина, Антонина Павловна
Антонина Павловна Курочкина (урожд. Демакова; 1922—1984) — советский медик, главный врач Бардымской районной больницы Пермской области, Герой Социалистического Труда (1969).

## Биография
Родилась 25 июня 1922 года в деревне Новый Ургаш Советского района Республики Марий Эл. В 1940 году окончила Марийскую фельдшерско-акушерскую школу.
В годы Великой Отечественной войны с 1941 по 1943 год была в действующей армии. Служила фельдшером сапёрной роты 286-й стрелковой дивизии на Волховском и Ленинградском фронтах. Член ВКП(б) с 1942 года. В конце 1943 года вернулась в родные места, заведовала акушерским пунктом.
В 1950 году окончила Молотовский медицинский институт и получила направление в Бардымский район Молотовской области. Работала заведующей райздравотделом, а с 1952 года — главным врачом Бардымской районной больницы. Многие годы была единственным врачом — и терапевтом, и хирургом, и офтальмологом, и даже патологоанатомом.
В середине 1950-х годов при активном участии А. П. Курочкиной в районе широко развернулась профилактическая работа среди населения. Тогда «бичом» Бардымского района была трахома, старики слепли, глаза болели и у людей среднего возраста. Антонина Павловна мобилизовала весь коллектив: фельдшера, медсестры, врачи — все были на выезде, шел подворный обход в каждом селе, каждой деревне. В результате регулярных профилактических осмотров болезнь отступила. В районе благодаря энергии врача заработали десятки лечебно-профилактических пунктов, детские оздоровительные лагеря.
Указом Президиума Верховного Совета СССР от 4 февраля 1969 года за большие заслуги в области охраны здоровья советского человека Курочкиной Антонине Павловне присвоено звание Героя Социалистического Труда с вручением ордена Ленина и золотой медали «Серп и Молот».
Более тридцати лет А. П. Курочкина возглавляла районную больницу. При её содействии в районе ликвидированы такие болезни, как трахома, скарлатина и другие. Избиралась депутатом областного совета, членом бюро райкома КПСС. Заслуженный врач РСФСР.
Награждена двумя орденами Ленина (1961, 1969), медалями.
Дочь Ольга — врач.
Жила в селе Барда. Скончалась 16 апреля 1984 года.
Её имя носят Бардымская центральная районная больница и улица в селе Барда.